# Pat O’Brien (zenész)
Pat O’Brien (Hebron, Kentucky, 1968. december 15. –) amerikai gitáros és dalszerző.

## Pályafutása
1994-től 1997-ig a Nevermore tagjaként magas szintű metalgitározást mutatott be Jeff Loomisszal egyetemben. Ezt követően került be kedvenc zenekarába, a Cannibal Corpse-ba, ahol máig aktív tag. Játéka a Corpse egyik védjegye, belépésével technikailag nagyot lépett előre a banda.
2018. december 10-én letartóztatták betörésért, továbbá a kiérkező járőr megtámadásáért. 50 000 dolláros óvadék ellenében december 18-án kiengedték.

## Diszkográfia
Ceremony
- 1992 – Ceremony (Demo)
- 2000 – The Days Before the Death (EP)

Nevermore
- 1996 – In Memory (EP)
- 1996 – The Politics of Ecstasy

Cannibal Corpse
- 1998 – Gallery of Suicide
- 1999 – Bloodthirst
- 2002 – Gore Obsessed
- 2004 – The Wretched Spawn
- 2006 – Kill
- 2009 – Evisceration Plague
- 2012 – Torture
- 2014 – A Skeletal Domain
- 2017 – Red Before Black

Jeff Loomis
- 2008 – Zero Order Phase

Kataklysm
- 2008 – Prevail

Leather
- 1989 – Shock Waves

Lethal
- 1997 – Your Favorite God (EP)

Spawn of Possession
- 2006 – Noctambulant